# علي حجاج السويسي
الشيخ علي حجاج علي جاد الكريم السويسي (10 سبتمبر 1926 - 9 سبتمبر 2002) هو قارئ قرآن مصري ويعد أحد أعلام هذا المجال البارزين، من مواليد 10 سبتمبر 1926 بحي الجمالية بالقاهرة، لكن تعود أصوله إلى مركز البداري بمحافظة أسيوط، فيما يعود تلقيبه بالسويسي إلى نصيحة من الشيخ عبد الفتاح الشعشاعي والشيخ مصطفى إسماعيل بأن يلحق اسمه بلقب مميز، فاختار الشيخ علي حجاج لقب السويسي عندما كان يزور أخيه بالسويس، وأعجب به الشيخ مصطفى إسماعيل.
كان والده رئيس قلم كتاب المحكمة الشرعية في القاهرة. درس القرآن مع الشيخ أبو عزيز السحار، وهو عالم أزهري مبرز، ووالد الشيخ سعيد السحار. بدأ الشيخ علي حجاج السويسي القراءة في جمهور عام في سن مبكرة: يتذكر أنه قرأ لجماعة من اليمنيين في مؤتمر، وهو في السابعة أو الثامنة من عمره. التحق الشيخ علي بالإذاعة في 1946م ودخل معهد الموسيقي العربية ليدرس نظرية الموسيقي لمدة أربع سنوات حين رأى التشجيع والنجاح لقراءته. يحظى الشيخ علي بالإعجاب لاستخدامه مقام الصبا ويعد صوته ملائما لهذا المقام بوجه خاص ولتقليده لطريقة الشيخ محمد رفعت.

## وصلات خارجية
- صفحته على موقع طريق الإسلام